# Murilo de Almeida
Murilo de Almeida (født 21. januar 1989) er en østtimorisk fodboldspiller.

## Østtimors fodboldlandshold
| Østtimors landshold | Østtimors landshold | Østtimors landshold |
| År                  | Kmp                 | Mål                 |
| ------------------- | ------------------- | ------------------- |
| 2012                | 3                   | 3                   |
| 2013                | 0                   | 0                   |
| 2014                | 4                   | 3                   |
| Total               | 7                   | 6                   |